# Alberto Lovell
Santiago Alberto Lovell (1912-1966), conocido como Alberto Lovell, fue un boxeador argentino de peso pesado, ganador de la medalla de oro en los Juegos Olímpicos de Los Ángeles 1932. En su carrera como boxeador profesional fue campeón argentino y sudamericano, realizando 88 peleas, de las cuales ganó 76 (55 KO), en tanto fue derrotado 8 veces (2 KO) y registró 3 empates.

## Medalla de oro de 1932

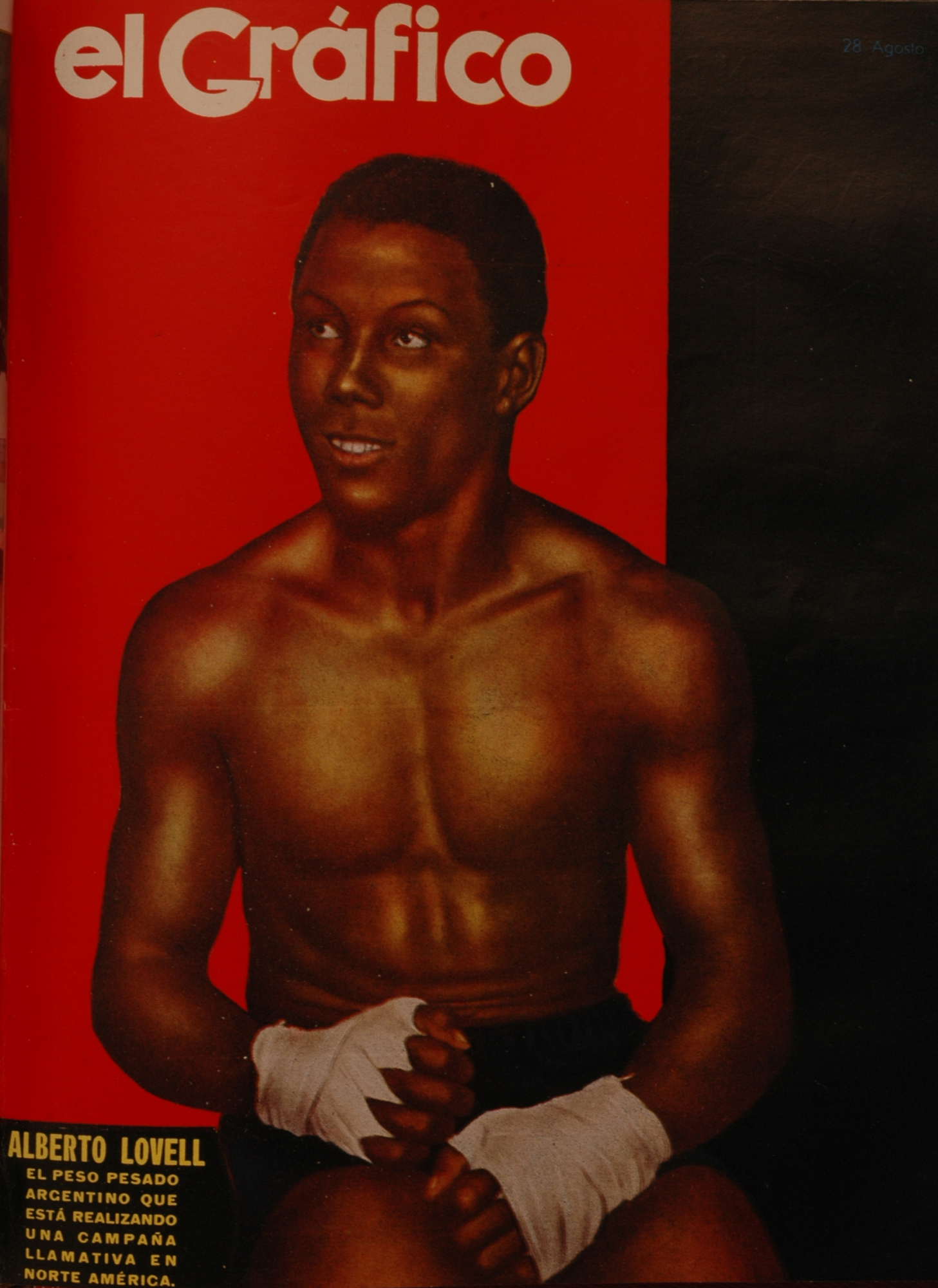
Alberto en la portada de El Gráfico el 28 de agosto de 1937.

Alberto Lovell, con 20 años, ganó la medalla de oro en la categoría peso pesado en los Juegos Olímpicos de Los Ángeles 1932. Lovell eliminó en primera ronda al finlandés Gunnar Bärlund y luego en semifinales al canadiense George Maughan, por nocaut técnico. 
La final se realizó el 13 de agosto, ante el italiano Luigi Rovati, venciéndolo por nocaut. El hermano de Alberto Lovell, Guillermo obtendría la medalla de plata en Berlín 1936, y su hijo, Santiago Alberto, llegaría a los cuartos de final en Tokio en 1964, todos en peso pesado.

## Carrera profesional

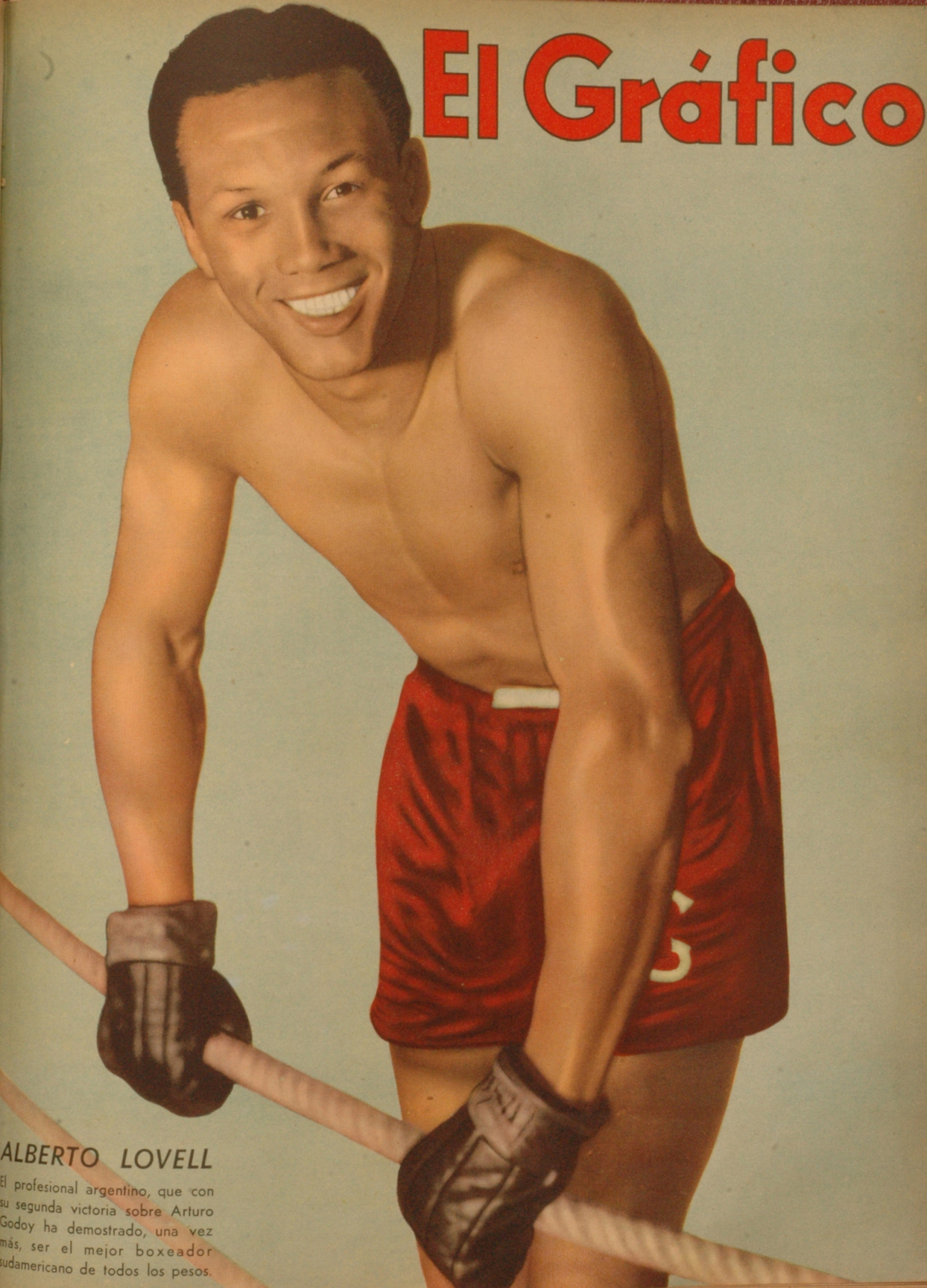
Alberto posando en 1941.

Ingresado al profesionalismo, el 19 de noviembre de 1938 se consagró campeón argentino y sudamericano de peso pesado al vencer por puntos en 12 rondas a Valentín Cámpolo. El 7 de julio de 1953 la Asociación Argentina de Box le quitó el título y lo declaró vacante debido a que Lovell no hizo ninguna defensa del mismo desde 1944.
Su primera pelea profesional fue contra Eduardo Primo el 20 de enero de 1934, perdiendo por nocaut técnico. Su última pelea fue contra Archie Moore en el Luna Park de Buenos Aires, el 7 de julio de 1951.

## Relaciones familiares
Su hermano y sus hijos fueron también boxeadores de peso completo. Guillermo José Lovell, su hermano, obtuvo la medalla de plata en los Juegos Olímpicos de Berlín 1936. Santiago Alberto Lovell, su hijo, llegó a cuartos de final en Juegos Olímpicos de Tokio 1964. Pedro Osvaldo Lovell, su otro hijo, al igual que su padre, primero se dedicó al fútbol, para luego pasarse a la práctica del boxeo, actividad que desarrolló con cierto éxito en los EE. UU.